# Marta Suplicy

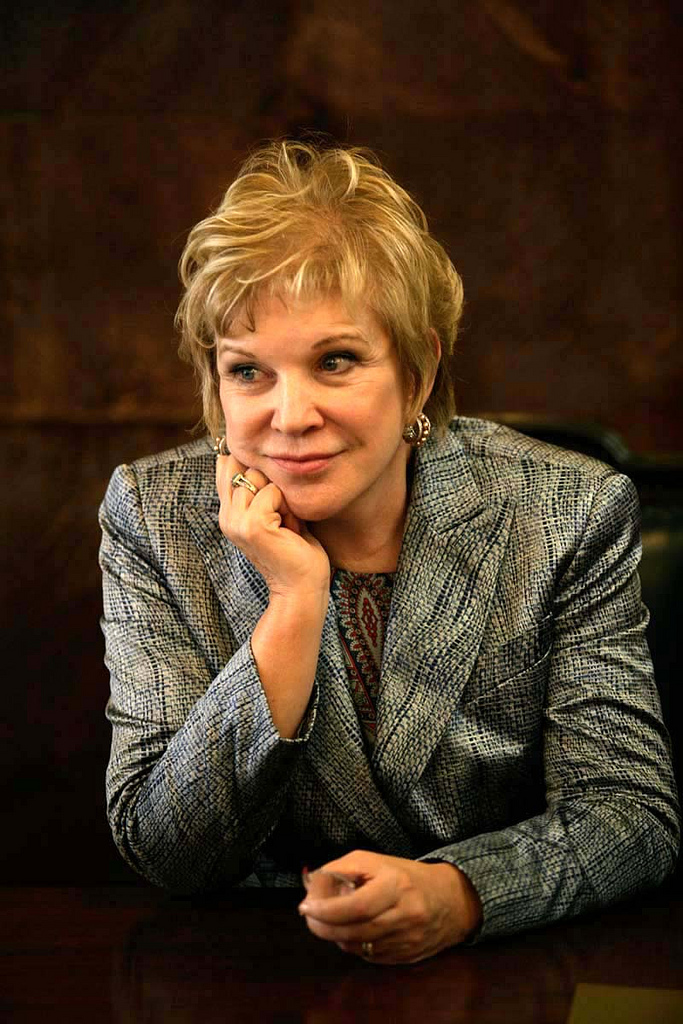
Marta Suplicy (2012)

Marta Suplicy (* 18. März 1945 in São Paulo, SP) ist eine brasilianische Politikerin der Arbeiterpartei (Partido dos Trabalhadores, 1981–2015), dann des MDB und seit 2018 parteilos. Sie war von 2001 bis 2004 Stadtpräfektin von São Paulo,  von 2011 bis 2019 Bundessenatorin für den Bundesstaat São Paulo und war zwischenzeitlich von 2012 bis 2014 Kulturministerin Brasiliens.

## Leben
Marta Teresa Smith de Vasconcelos, Tochter von Luís Alfredo Smith de Vasconcelos, wurde am 18. März 1945 in São Paulo geboren. Ihr wohlhabendes Elternhaus ermöglichte ihr eine Psychologie-Ausbildung an der Päpstlichen Katholischen Universität von São Paulo und eine Weiterbildung an der Stanford University, 1973. Sie heiratete den Wirtschaftsprofessor Eduardo Matarazzo Suplicy, ließ sich aber nach ihrem Wahlsieg 2001 von ihm scheiden (sie behielt den bekannten Nachnamen) und heiratete Luis Favre.
Suplicy trat früh als Aktivistin in Erscheinung, sie gründete mehrere gemeinnützige Organisationen zu Themen wie Frauenrechte, Aufklärung und Konsumentenschutz. In den 80er Jahren moderierte sie eine aufklärerische Fernsehshow für Frauen. Zusammen mit Clodovil Hernandes moderierte sie 1980 die Sendung TV Mulher.
In der Regierung von Lula da Silva war sie vom 3. März 2007 bis zum 3. Juni 2008 Tourismusministerin Brasiliens. Bei den Senatswahlen 2010 wurde sie zur Senatorin ihres Heimatstaates gewählt und trat das Amt am 1. Februar 2011 an. Zwischenzeitlich war sie in der Regierung von Dilma Rousseff vom 13. September 2012 bis 11. November 2014 Kulturministerin. Im November 2014 wurde sie erneut als Senatorin bestätigt und vertritt zusammen mit Aloysio Nunes und José Serra ihren Bundesstaat (Stand: 2015).
Ein Sohn von ihr, Eduardo Smith de Vasconcelos Suplicy, besser bekannt unter dem Künstlernamen Supla, ist ein brasilianischer Musiker.

## Publikationen
Suplicy veröffentlichte über 200 Zeitungs- und Zeitschriftenbeiträge. 2008 erschien eine Teilbiografie.
- Minha vida de prefeita. O que São Paulo me ensinou. Ediouro, Rio de Janeiro 2008.